# Галантный роман
Галантный роман (также прециозный роман) — жанр французской и немецкой литературы середины XVII века.

## Генезис
Прециозный, галантно-героический роман представляет собой, с одной стороны, плод трансформации рыцарского романа, а с другой — результат влияния эллинистического романа (прежде всего Гелиодора), Тассо (то есть маньеристской искусственной «исторической» эпопеи) и д’Юрфе. В этих романах используются различные материалы, в том числе взятые у античных историков. Прециозный роман расцвел во Франции (М. Л. де Гомбервиль, Г. де ля Кальпренед, Мадлен де Скюдери и др.), но к нему близки и некоторые произведения немецкого барокко (Филиппа фон Цезена, Андреаса Генриха Бухольца, Генриха Ансельма фон Циглера, герцога Ульриха Брауншвейгского, Даниэля Каспара фон Лоэнштейна).

## Значительные представители во Франции
- Гомбервиль создал новаторский морской роман, живописный и экзотический
- Жан-Ожье де Гомбо сочинял чистые, холодные и томные аллегории
- Ла Кальпренед довёл галантно-героический роман до совершенства и отразил свойственный эпохе возвышенный корнелевский дух
- Мадлен де Скюдери писала романы, полные платонических иллюзий и любовной метафизики чарующего мира прециозного общества

## Жанровые особенности
Прециозный роман отличался большими размерами, перегруженностью фабулы вставными эпизодами, прерывающими повествование, неестественной возвышенностью. Непременными атрибутами этих повествований были похищения, пришедшие ещё из греческого романа, благородные злодеи, переодевания, смена имени. Главные герои изображались по одному образцу: герой прекрасен, храбр, совершает необыкновенные подвиги и в то же время он томен, печален. Он верен своей любимой до смерти, которую постоянно и безуспешно призывает. Все романы кончаются браком. Что касается героинь этих романов, то они прекрасны и несчастны, потому что злые обстоятельства разделяют их с любимыми. Они тоскуют, но они всегда выше своего несчастья. Им часто свойственны упрямство, эгоизм, капризность, дурной нрав. Они чрезвычайно добродетельны, исполнены чувства долга, готовы принести себя в жертву высокому идеалу. Романы эти достаточно монотонны, отличаются обилием описаний, многочисленными, но очень обобщенными портретами. Язык их малооригинален, метафоры и перифразы сделаны по одному образцу.
Сочетание влияний рыцарского и античного романа не единственная черта романа прециозного. По сравнению с романом рыцарским здесь меньше фантастики. При всей условности имеется по крайней мере теоретическая установка на правдоподобие, но «правдивость» прециозный роман ищет не в области быта, а в области истории. Историческая тематика во Франции в 40-х годах побеждает одновременно и в романах и в драме. Разумеется, правдоподобие прециозных романов весьма относительное, историзм практически ограничивается только тематикой и часто парадоксально сочетается с противоречащим ему принципом ключа (romans à clef), то есть замаскированным портретированием современников и намёками на современные события, причём все это — в сочетании с вычурным стилем и эстетикой неоплатонизма, обогащенного куртуазными концепциями, галантным этикетом и т. п. Обращение к историческим темам коррелирует с популярной в середине XVII века во Франции идеей близости романа и эпопеи. Эта тенденция к историзму и эпичности прямо противоположна рыцарскому роману, который развивался, отдаляясь от героического эпоса и исторической темы. Впрочем, и в прециозных романах военно-историческая тематика оттеняется любовной (продолжение линии «Астреи», некоторых психологизирующих тенденций, своеобразно интерпретированных в духе прециозной «ритуальности»; ср. так называемую «Карту Страны Нежности» в романе «Клелия» Мадлен де Скюдери).

## Критики жанра
Уже в середине XVII века аббат де Пюр отмечает, что героический роман начинает надоедать по причине длиннот, монотонности и неправдоподобия. Наиболее последовательную атаку на галантный роман предпринял Буало в сатирическом диалоге «Герои романа». В этом диалоге Плутон, Меркурий и Минос, перед которыми являются романические герои с громкими историческими именами, никак не могут узнать в них своих старых знакомцев: имена у них те же, что у античных героев, а речи непонятны, поступки вызывают изумление и смех. К XVIII веку само слово «роман» стало во Франции синонимом неправдоподобного. Традиционно пренебрежительный взгляд на прециозный роман начал существенно пересматриваться с середины XX века.